# Christopher B. Duncan
Christopher B. Duncan (Lincoln (Nebraska), 4 december 1974) is een Amerikaans acteur.

## Biografie
Duncan werd geboren in Lincoln (Nebraska) in een gezin van vier kinderen. Omdat zijn vader bij de United States Air Force werkte, heeft hij in Nebraska, New Mexico, Duitsland en Japan gewoond. Hij doorliep de high school aan de General William Mitchell High School in Colorado Springs. Hierna studeerde hij af aan de Universiteit van Colorado in Boulder (Colorado), waar hij zijn bachelor of fine arts haalde in acteren. Duncan begon met acteren in lokale theaters.
Duncan begon in 1989 met acteren voor televisie in de televisieserie Generations, waarna hij nog meerdere rollen speelde in televisieseries en films. Hij is vooral bekend van zijn rol als 'Braxton P. Hartnabrig' in de televisieserie The Jamie Foxx Show waarin hij in honderd afleveringen speelde (1996-2001). Duncan was behalve in films en series ook te zien als Barack Obama in de talkshow van Jay Leno. Die rol speelde hij daarna ook in de film My Name Is Khan (2010).

## Filmografie

### Films
Uitgezonderd korte films.
- 2020 Christmas Dilemma - als Howard
- 2019 3 from Hell - als Glassy Wolf
- 2017 Raptors - als Terrance 'T'
- 2017 What About Barb? - als Craig Kellog
- 2013 The Congress – als Christopher Ryne
- 2013 Feeding Mr. Baldwin – als Lance Bryant
- 2012 Ticket Out – als Kemp
- 2011 LEGO HERO Factory: Rise of the Rookies – als Bulk (stem)
- 2010 My Name Is Khan – als president Barak Obama
- 2009 Contradictions of the Heart – als Michael
- 2005 Fair Game – als Marcus
- 2004 Johnson Family Vacation – als Stan
- 2001 The Elevator – als Bruce
- 2000 Gedo – als Matt
- 1999 Three Kings – als soldaat
- 1996 Original Gangstas – als Spyro
- 1994 Jack Reed: A Search for Justice – als Rookie
- 1994 In the Army Now – als soldaat
- 1991 Deadly Medicine – als ??

### Televisieseries
Uitgezonderd eenmalige gastrollen.
- 2024 Black Mafia Family - als Frank 'Blaze' Andreas - 5 afl.
- 2023 Swagger - als Camden Ryder sr. - 7 afl.
- 2022 The Wright Turn - als rechercheur Duncan - 2 afl.
- 2022 Black Bird - als dr. Aaron Zicherman - 2 afl.
- 2022 Tom Swift - als Barton Swift - 5 afl.
- 2022 First Kill - als schoolhoofd Waters - 3 afl.
- 2020-2021 Your Honor - als Joe Corrigan - 2 afl.
- 2020 American Soul - als Ray Bradley - 2 afl.
- 2019-2020 Black Lightning - als commander Carson Williams - 4 afl.
- 2005-2019 Veronica Mars – als Clarence Wiedman – 10 afl.
- 2019 The Resident - als Brett Slater - 2 afl.
- 2012-2017 General Hospital – als D.A. Joseph Campbell – 12 afl.
- 2012-2015 The First Family – als president William Johnson – 35 afl.
- 2014 Play It Again, Dick - als Clarence Wiedman - 7 afl.
- 2014 Switched at Birth - als dr. Trent Larkin - 2 afl.
- 2010-2013 Hero Factory – als Dunkan Bulk – 6 afl.
- 2012 The Avengers: Earth's Mightiest Heroes – als Luke Cage (stem) – 2 afl.
- 2012 Jane by Design – als rechter Bentley Pope - 3 afl.
- 2010 Days of our Lives – als Donald Marcus – 2 afl.
- 2008-2009 The Tonight Show – als Barack Obama – 8 afl.
- 2008 Lincoln Heights – als John Kingston – 5 afl.
- 2007-2008 Aliens in America – als mr. Matthews – 13 afl.
- 2001-2004 The District – als sergeant Ray Cutter – 28 afl.
- 2001-2002 Soul Food – als Bob Wayne – 4 afl.
- 1996-2001 The Jamie Foxx Show – als Braxton P. Hartnabrig – 100 afl.
- 1996 Diagnosis Murder – als Bobby Scott – 2 afl.
- 1990-1995 Coach – als Bo Whitley – 5 afl.
- 1989 Generations – als Gordon - 7 afl.

- Library of Congress Control Number: nr2004021644
- SNAC: w65t84nv
- Virtual International Authority File: 39327600
- WorldCat: E39PBJtxfvh9WxcHG7GhTfPqQq